# 一平
『一平』（いっぺい）は、太田垣康男による日本の漫画。『漫画アクション』（双葉社）にて、1993年4月より1997年8月まで連載された。単行本は全18巻。他に一部エピソードのみをまとめた廉価版コミックも刊行された。

## 概要
剣道一筋に打ち込み、目標である浅倉警部補を追いかけるように、剣道で強くなるために警察官になった主人公の熱血青年・桜井一平が、交番勤務から刑事になり、様々な事件に遭遇し、またコミュニケーションの中で、剣を仕事に生かし、また仕事が剣の腕を高めるという、「剣業一致」の道を進み始めることで人間的に成長していく様子を描いた作品。魅力的なキャラクターが多く、後年の太田垣の作品と比べても、残酷描写はほとんどなく、コミカルな描写も多めである。

## 主な登場人物
桜井一平
本作の主人公。岐阜県出身のS県巡査→巡査部長。所属は鈴鳴警察署地域課地域係鈴鳴駅西口派出所→鈴鳴署防犯課→県警（刑事部？）国際捜査室。剣道4段。剣豪として知られた浅倉と試合をするために同じS県内にあるS体育大学に進学したが、在学中一勝も出来なかったことから、浅倉に勝つために同じ警察官の道へ進む。
浅倉達郎
S県警部補→警部。鈴鳴署防犯課課長補佐→防犯課長。剣道7段。刑事としての激務をこなしつつ全国大会で2度の優勝歴を持ち、剣道界では有名な人物。家族は喘息で療養中の妻と娘が1人。
浅倉知佳
達郎の娘。鈴ヶ森女子高校生徒→S県巡査（鈴鳴署防犯課→交通課）。高校在学中は飲酒して自宅謹慎処分を受けるなど素行は悪かったが、父の背中を見て育ったため剣道の腕は立ち、大会で好成績を残したことなどから卒業後の進路に警察官を選ぶ。高校生の頃から一平に思いを寄せていたが叶わず、後に防犯課の牧村と結婚する。
清水かのこ（桜井かのこ）
S県巡査部長。県警防犯部保安課所属。密造拳銃の捜査のため一平と共に向かったタイで生命の危機にさらされながら解決し、それがきっかけで後に一平と結婚する。
星野緑
一平の大学時代の後輩。S県巡査。第一機動隊→鈴鳴署防犯課。大学を中退し警察官採用試験を受けており、巡査拝命と防犯課入りは共に一平より先。大学中退の理由でもあった右手首の化膿性関節炎が原因で一時荒んだ生活を送り、一平にも当たるが、一平の努力もあって更生し和解。以後は良き友人、一平の防犯課異動以降はよき同僚として登場する。
高木
達郎の部下として登場することから階級は巡査部長より下とみられるが階級は不明。鈴鳴署防犯課→県警察学校教官。派出所勤務時代に、相勤員が不用意に拳銃を弄っていたことによる暴発事故で死亡した現場に居合わせ、以後拳銃には毛嫌いとも取れるような特別な感情を持っている。
桜井平介
一平の父。岐阜の旅館で板前を務める。
桜井京子
一平の妹。
ジョイ・ムアンチャイ
タイマフィアのメンバー。密造拳銃事件で一平とかのこを危機に陥れ、後に偽札原版事件で再び一平と対峙することとなる。
内海
S県巡査。鈴鳴署地域課地域係鈴鳴駅西口派出所→鈴鳴署防犯課。防犯課へ異動した一平の後任として派出所に入り、後に防犯課入りし一平の部下となる。